# 翁鲁维亚德拉库埃斯塔
翁鲁维亚德拉库埃斯塔，是西班牙卡斯蒂利亚-莱昂塞戈维亚省的一个市镇。 总面积21平方公里，总人口68人（2001年），人口密度3人/平方公里。